# Pjatnickoje šosse (stanice metra v Moskvě)
Pjatnickoje šosse (rusky Пятницкое шоссе) je konečná stanice arbatsko-pokrovské linky moskevského metra. Je nazvána podle stejnojmenné ulice. Jedná se o nejzápadnější stanici moskevského metra.

## Charakter stanice
Stanice Pjatnickoje šosse se nachází ve čtvrti Mitino (Митино) na křižovatce ulic Pjatnickoje šosse a Mitinské ulice (Митинская улица) v jejím osmnáctém mikrorajonu na vnitřní straně Moskevského dálničního okruhu na jeho 34. kilometru v blízkosti jeho křížení s Kulikovskou ulicí (Куликовская улица) a ulicí Poljany (Улица Поляны). Ve stanici jsou celkem dva vestibuly – jižní podzemní, jehož východy ústí na povrch na obě strany Mitinské ulice a severní pozemní, který se nachází u křižovatky Pjatnického šosse s Muravskou ulicí (Муравская улица).
Nástupiště je s vestibuly propojeno prostřednictvím schodiště (v případě jižního vestibulu) a eskalátorů (v případě severního vestibulu). Uvažuje se o zřízení výtahu pro osoby se sníženou pohyblivostí. Stěna na jedné straně stanice je obložena černým mramorem a nápis je vytvořen z bílého mramoru, na opačné straně je to naopak. Podobně barevně rozpůlena je i podlaha nástupiště, která je obložena leštěnou žulou ve světlém či tmavém odstínu. Stanice je osvětlena dvěma řadami lamp na stropě. Stanice je charakteristická tím, že se nachází v oblouku – takových stanic je v moskevském metru pouze pět.
V blízkosti stanice se plánuje vybudování přestupního uzlu s 565 parkovacími místy. Dříve se uvažovalo o tom, že tudy bude procházet linka lehkého metra do Zelenogradu, avšak tyto plány byly nakonec zamítnuty. Existuje možnost, že linka bude prodloužena dále o jednu stanici do Rožděstavena, avšak v nejbližší době se to nepředpokládá.